# 8149 Ruff
8149 Ruff (1985 JN1) là một tiểu hành tinh vành đai chính được phát hiện ngày 11 tháng 5 năm 1985 bởi C. Shoemaker và E. Shoemaker ở Palomar.